# Place du Lion-d'Or
La place du Lion-d'Or est une place de Lille, dans le Nord, en France. Il s'agit de l'une des places du quartier du Vieux-Lille.

## Situation et accès
La place du Lion-d'Or, reliée à la place Louise-de-Bettignies, est desservie par la rue Saint-Jacques et la rue des Chats-Bossus.

## Origine du nom
Cette place abritait un hôtel, déformation du ‘au lit on dort' relais de poste à proximité de la poste aux chevaux dont l'entrée était située passage du Lion d'Or donnant sur la rue Saint-Jacques.

## Historique
La place du Lion-d'Or semble apparaître, vers 1145, lorsque la porte de Courtrai est construite dans le périmètre de l'actuelle rue Saint-Jacques lors du premier agrandissement de Lille.

## Bâtiments remarquables et lieux de mémoire

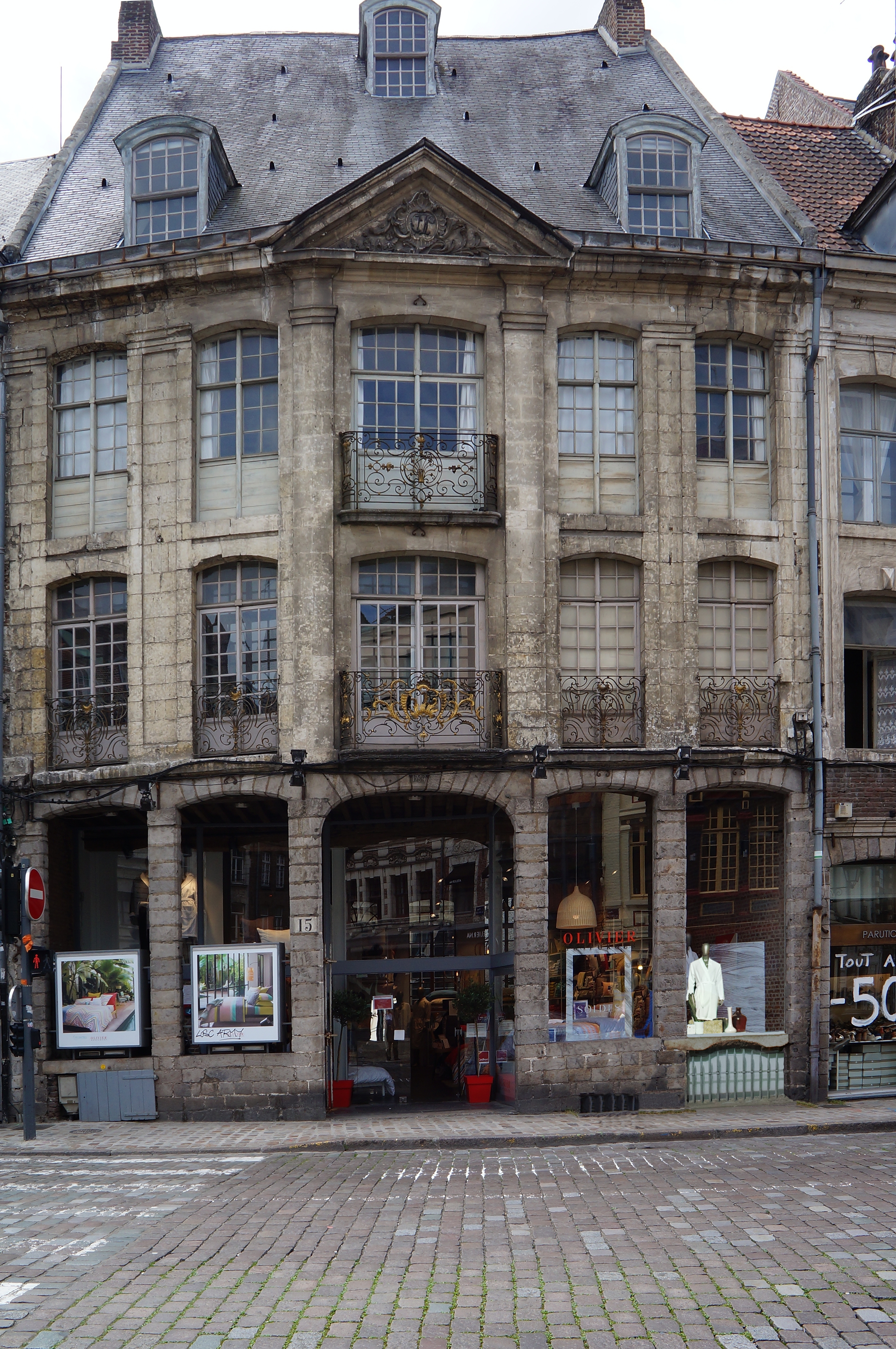
Maison 15 Place du Lion d'Or

- Maison 15 place du Lion-d'Or, la façade (balcons compris) et la toiture, ont été inscrites monument historique par arrêté du 12 février 1927[2].